# Ardèche Classic
De Classic de l'Ardèche, voorheen Boucles du Sud Ardèche en Classic Sud Ardèche, is een eendagswielerwedstrijd die verreden wordt in het departement Ardèche in het Zuiden van Frankrijk. De wedstrijd maakt sinds 2008 deel uit van de UCI Europe Tour in de categorie 1.2 en vanaf 2010 in de categorie 1.1. In 2020 werd de rit opgenomen in de nieuwe UCI ProSeries. 

## Start- en finishplaatsen
| ?                                       | 2001-2007       |
| Vals-les-Bains - Ruoms                  | 2008, 2010-2011 |
| Ruoms - Ruoms                           | 2009, 2015      |
| Bourg-Saint-Andéol - Ruoms              | 2012-2014       |
| Guilherand-Granges - Guilherand-Granges | 2016-2025       |

## Lijst van winnaars

### Overwinningen per land
| Zeges | Land                                                                                    |
| ----- | --------------------------------------------------------------------------------------- |
| 15    | Frankrijk                                                                               |
| 2     | Italië                                                                                  |
| 1     | Algerije, Argentinië, Spanje, Letland, Rusland, Tsjechië, Verenigde Staten, Wit-Rusland |

2001 · 
2002 · 
2003 · 
2004 · 
2005 · 
2006 · 
2007 · 
2008 · 
2009 · 
2010 · 
2011 · 
2012 · 
2013 · 
2014 · 
2015 · 
2016 · 
2017 · 
2018 · 
2019 · 
2020 ·
2021 ·
2022 · 
2023 · 2024 · 2025